# Galideus mocquerysi
Galideus mocquerysi – gatunek prostoskrzydłego z rodziny szarańczowatych i rodzaju Galideus.

## Opis
Ciało długości 31,5 do 34 mm u samców i 49 mm u samic. Czułki nitkowate na całej długości. Wyrostek (fastigium) ciemienia nieco krótszy niż dwukrotność największej średnicy oczu z silnym ścięciem, prawie spiczasty u wierzchołka. Ciało ubarwione żółtawo. Czułki czarne. Po bokach, zaczynając od wierzchołka fastigium, przez całą głowę, przedplecze i przednie skrzydła, wiodą dwa szerokie czarne pasy. Tylne uda żółtawe, tylne kolana rude, tylne golenie czarno-purpurowe, a stopy rudawe.

## Występowanie
Gatunek ten jest endemitem Madagaskaru.